# Harmaclona triacantha
Harmaclona triacantha är en fjärilsart som beskrevs av Davis 1998. Harmaclona triacantha ingår i släktet Harmaclona och familjen äkta malar.
Artens utbredningsområde är Franska Guyana. Inga underarter finns listade i Catalogue of Life.